# Trolleybac
 (mai 2025).

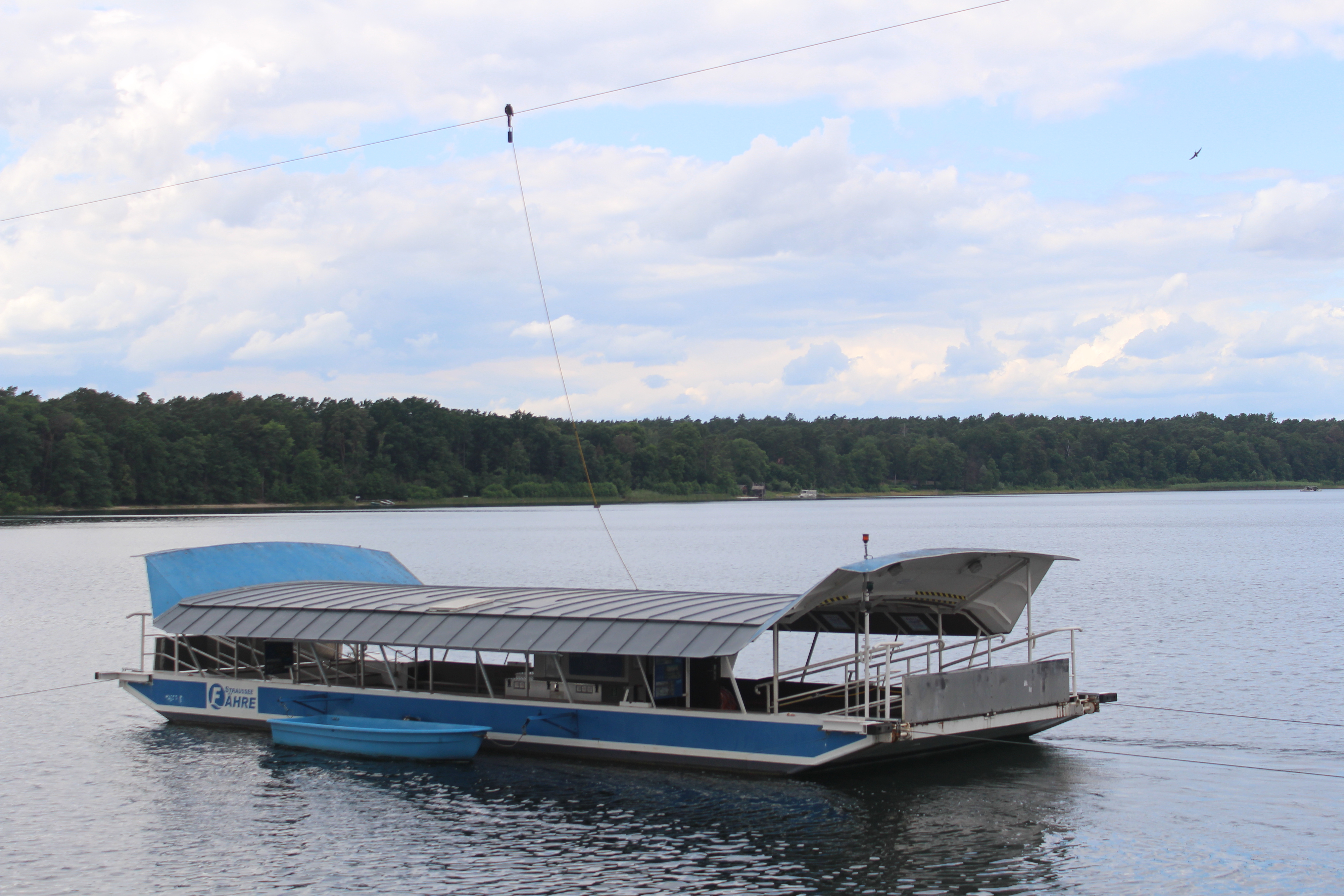
Le bateau Steffi de bac de Straussee.

Un trolleybac est une forme spéciale de bateaux de trolley ou de bateau de bac.
Avec un trolleybac, le navire à propulsion électrique tire son énergie de propulsion d'un fil de chariot au-dessus de l'eau. Les trolleybacs ne conviennent pas aux grandes étendues d'eau, car la fondation des mâts caténaires dans les étendues d'eau est très complexe. En règle générale, il n'y a qu'une seule portée. Puisqu'il n'y a généralement qu'un seul itinéraire, des lignes aériennes multipolaires peuvent également être utilisées. Ceux-ci doivent être utilisés si le fairway ne peut pas être utilisé comme deuxième poteau[Quoi ?] en raison d'une faible conductivité électrique ou en raison d'exigences officielles.

## Exemples
En Allemagne, le bac de Straussee, qui fonctionne à l'électricité depuis 1915, est le dernier trolleybac restant. Il s'étend à l'est de Berlin à travers le Straussee et tire son énergie d'une ligne aérienne unipolaire.
Le bac de Hassmersheim a été en service sur le Neckar de 1948 à septembre 2014 ; il appartenait aux ferries de la chaîne Ferry Buena Vista.
En 2011, Diversified Marine a construit le bac de Buena Vista à Portland, Oregon, qui est propulsé par caténaire. Il relie le comté de Marion et le comté de Polk sur la rivière Willamette, qui mesure 220 mètres de large à cet endroit. Les deux bateaux prédécesseurs (vers 1939-1955 et 1955-2011) étaient alimentés électriquement par un dispositif de remorquage par câble sans pantographe.
Le bac de Canby est un autre trolleybac traversant la rivière Willamette, tandis que le Wheatland Ferry s'est converti à la propulsion diesel-électrique en 2002.

## Liste des trolleybacs réalisés
| traversier              | pays       | Emplacement                  | coordonnées              | Mise en service | longueur   | système du pouvoir       | Bemerkungen                                   |
| ----------------------- | ---------- | ---------------------------- | ------------------------ | --------------- | ---------- | ------------------------ | --------------------------------------------- |
| Bac de Hassmersheim     | Allemagne  | Haßmersheim, Bade-Wurtemberg | 49.301952 N 9.153229 E   | 1948            | 120 mètres | Courant triphasé 380 V   | L'exploitation a cessé en 2014                |
| Bac de Rumpenheim       | Allemagne  | Offenbach, Hesse             | 50.134173 N 8.801615 E   |                 | 168 mètres |                          | plus de fonctionnement électrique depuis 1972 |
| Bac de Mühlheim         | Allemagne  | Mühlheim am Main, Hesse      | 50.129957 N 8.836688 E   |                 | 160 mètres |                          | l'exploitation électrique a cessé en 1971     |
| Bac de Straussee        | Allemagne  | Strausberg, Brandebourg      | 52.576979 N 13.876915 E  | 1915            | 370 mètres | Courant alternatif 230 V |                                               |
| Bac électrique de Thurø | Danemark   | Svendborg                    | 55.054948 N 10.655521 E  | 1911            | 205 mètres |                          | L'exploitation a cessé en 1934                |
| Bac de Buena Vista      | États-Unis | Buena Vista, Orégon          | 44.769929 N 123.145963 O |                 | 267 mètres | Courant triphasé 480 V   |                                               |
| Bac de Canby            | États-Unis | Wilsonville, Orégon          | 45.299996 N 122.692818 O | 1914            | 300 mètres | 460 V                    |                                               |
| Bac de Princeton        | États-Unis | Princeton, Californie        | 39.412082 N 122.008667 O | 1914            | 182 mètres |                          | Hors service                                  |
| Bac de Wheatland        | États-Unis | Wheatland, Oregon            | 45.090283 N 123.045309 O |                 | 296 mètres |                          | depuis 2002 fonctionnement diesel-électrique  |

- https://www.strausberger-eisenbahn.de/strausseefaehre/
- https://ferriesbc.proboards.com/thread/7642/buena-vista-oregon-ferry-retired#ixzz3uQGQ2OFu
- https://photos.salemhistory.net/digital/search/searchterm/Buena%20Vista%20Ferry/field/subjec/mode/exact/conn/and/cosuppress/